# ليبرانت
ليبرانت (بالإنجليزية: Libranet)‏ هي توزيعة لينكس ملغية معتمدة على دبيان. أصدرت في 1999، وكان آخر إصدار لها في 25 أبريل 2005.